# Christina Cole

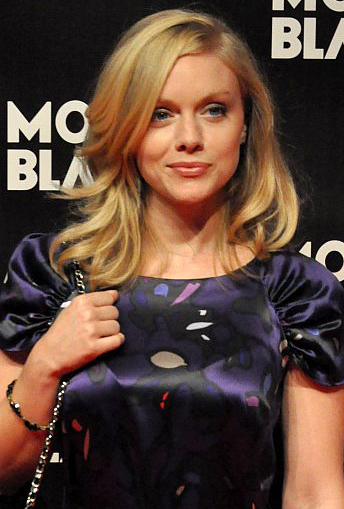
Christina Cole (2010)

Christina Cole (* 8. Mai 1982 in London) ist eine britische Schauspielerin.

## Leben und Karriere
Christina Cole wuchs in der englischen Grafschaft Oxfordshire auf. Ihre Mutter ist Managerin eines Telecentres und ihr Vater arbeitet als Fahrlehrer. Sie hat eine jüngere Schwester namens Cassandra und einen jüngeren Bruder namens Dominic. 
Die Schauspielausbildung absolvierte Cole an der Oxford School of Drama, wo sie 2002 graduierte. Kurz danach bekam sie die Rolle der Clarissa Payne in dem Film Was Mädchen wollen (2003). In der Fernsehserie Hex spielte sie die Hauptrolle der Cassie, einer Jugendlichen, die herausfindet, dass sie Hexenkräfte besitzt. In der BBC-Serie Doctor Who hatte sie einen Auftritt als Lilith in der Folge Der Shakespeare Code. 2013 war sie als Gemma im Fernsehfilm Second Sight zu sehen. 2014 mimte sie die Julie in der Mini-Horrorserie Rosemary’s Baby.

## Filmografie (Auswahl)
- 2002: Projekt Machtwechsel (The Project)
- 2003: Was Mädchen wollen (What a Girl Wants)
- 2003: Foyle’s War (Fernsehserie, eine Folge)
- 2003: All About Me (Fernsehserie, 2 Folgen)
- 2004: He Knew He Was Right (Fernsehserie, 4 Folgen)
- 2004: Agatha Christie’s Marple (Fernsehserie, eine Folge)
- 2004–2005: Hex (Fernsehserie, 8 Folgen)
- 2005: Julian Fellowes Investigates: A Most Mysterious Murder (Fernsehserie, eine Folge)
- 2006: Jane Eyre (Fernsehserie, 4 Folgen)
- 2006: James Bond 007: Casino Royale (Casino Royale)
- 2007: Doctor Who (Fernsehserie, eine Folge)
- 2007: Sea of Souls (Fernsehserie, 2 Folgen)
- 2007: The Deaths of Ian Stone
- 2007: Cane (Fernsehserie, eine Folge)
- 2007: Ladies and Gentlemen (Fernsehfilm)
- 2007: Sold (Fernsehserie, 6 Folgen)
- 2008: Miss Pettigrews großer Tag (Miss Pettigrew Lives for a Day)
- 2008: Agatha Christie’s Poirot (Fernsehserie, Folge: Der Tod wartet)
- 2008: Wenn Jane Austen wüsste (Lost in Austen, Miniserie, 4 Folgen)
- 2009: Doghouse
- 2009: Surviving Evil
- 2009: Emma (Miniserie, 2 Folgen)
- 2009: Maggie Hill (Fernsehfilm)
- 2010: Human Target (Fernsehserie, eine Folge)
- 2010: Inspector Barnaby (Fernsehserie, eine Folge)
- 2010: Close Up (Kurzfilm)
- 2011: Breakout Kings (Fernsehserie, eine Folge)
- 2011: Lewis – Der Oxford Krimi (Fernsehserie, eine Folge)
- 2011: Blitz – Cop-Killer vs. Killer-Cop (Blitz)
- 2011: Chaos (Fernsehserie, 13 Folgen)
- 2011: Morlocks (Fernsehfilm)
- 2012: Before You (Kurzfilm)
- 2013: Silent Witness (Fernsehserie, 2 Folgen)
- 2013: Mutual Friends
- 2013: Second Sight (Fernsehfilm)
- 2014: Rosemary’s Baby (Miniserie, 2 Folgen)
- 2014: The Assets (Fernsehserie, 7 Folgen)
- 2015: Jupiter Ascending
- 2015: New Tricks – Die Krimispezialisten (New Tricks, Fernsehserie, eine Folge)
- 2015–2018: Suits (Fernsehserie, 17 Folgen)
- 2020: Kommissar Van der Valk (Van der Valk, Fernsehserie, eine Folge)
- 2020–2022: Strike (Fernsehserie, 6 Folgen)
- 2021: Grantchester (Fernsehserie, eine Folge)
- 2022: The Window (Fernsehserie, 10 Folgen)
- 2022: Matriarch